# DC Rivals HyperCoaster
DC Rivals HyperCoaster in Warner Bros. Movie World (Gold Coast, Queensland, Australien) ist eine Stahlachterbahn vom Modell Hypercoaster des Herstellers Mack Rides, die am 22. September 2017 eröffnet. Sie ist die längste und seit der Schließung von Tower of Terror II am 3. November 2019 die höchste und schnellste Achterbahn Australiens.
Der 1400 m lange Hyper Coaster erreicht eine Höhe von 62 m und verfügt über einen 40 m hohen Non-inverting Loop.

## Züge
DC Rivals HyperCoaster besitzt zwei Züge mit jeweils sechs Wagen. In jedem Wagen können vier Personen (zwei Reihen à zwei Plätze) Platz nehmen. Eine Ausnahme bildet der letzte Wagen eines Zuges: Dieser verfügt nur über eine Reihe und die Fahrgäste blicken dort während der Fahrt nach hinten.